# IZAR
IZAR Construcciones Navales fue una sociedad pública española dedicada al sector de la construcción naval que agrupaba los principales astilleros de España. Fue constituida en julio de 2000 como resultado de la fusión entre Astilleros Españoles (AESA), sociedad que aglutinaba los astilleros públicos civiles, y la Empresa Nacional Bazán, que ostentaba los astilleros públicos militares. 
En diciembre de 2004, la Sociedad Estatal de Participaciones Industriales (SEPI), propietaria y gestora de IZAR, decide la segregación de la rama militar de IZAR, creando en marzo de 2005 la sociedad Navantia, para posteriormente serle traspasada también la producción de los buques civiles. 

## Venta de activos de IZAR
El Consejo de Administración de la Sociedad Estatal de Participaciones Industriales acordó, en su reunión del 18 de julio de 2006, autorizar a la Comisión de Liquidación de IZAR a adjudicar, esa misma mañana, los activos de:
- Sestao a Construcciones Navales del Norte S.L.
- Gijón a Factorías Vulcano S.A.
- Sevilla al Consorcio liderado por Astilleros de Huelva

En todos los casos, los activos se adjudicaron a los compradores cuyas ofertas han sido mejor valoradas por el asesor independiente del proceso de venta, de las 8 ofertas vinculantes válidas que se presentaron el 10 de febrero de 2006.

## Buques entregados por Izar
Izar entregó los siguientes buques desde su constitución, en julio de 2000, hasta la creación de Navantia en marzo de 2005

### Fragatas
- Clase Álvaro de Bazán
  - Álvaro de Bazán (F-101)
  - Almirante Juan de Borbón (F-102)
  - Blas de Lezo (F-103)

### Lanchas de desembarco
- Tipo LCM-1E
  - L-601
  - L-602

### Buques de lucha contraminas
- Clase Segura
  - Segura (M-31)
  - Sella (M-32)
  - Tambre (M-33)
  - Turia (M-34)
  - Duero (M-35)
  - Tajo (M-36)

### Otros tipos de buque
- Yate Fortuna, Yate real propiedad de Patrimonio Nacional.